# Ред и закон: Одељење за специјалне жртве (14. сезона)
Четрнаеста сезона серије Ред и закон: Одељење за специјалне жртве је премијерно емитована на каналу НБЦ од 26. септембра 2012. године до 22. маја 2013. године и броји 24 епизоде.
Четрнаеста сезона је наставила причу коју је последња епизода претходне сезоне започела када се капетан Крејген (Ден Флорек) пробудио и открио мртву проститутку у свом кревету са пререзаним вратом. Прве две епизоде сезоне гледало је укупно 7,19 милиона гледалаца и добиле су углавном позитивне критике. Значајна 300. епизода серије пала је ове сезоне и емитована је 24. октобра 2012. године, а гледало ју је укупно 6,77 милиона гледалаца. Ово је прва сезона ОСЖ-а која има огранак са завршеном серијом Ред и закон: Злочиначке намере пошто се Кетрин Ерби појавила у епизодама "Прихватљиви губитак" и "Отровна побуда" у улози Александре Имс, а Денис О’Хер у епизоди "Претпостављена кривица" у улози оца Шеја.

## Продукција
Ред и закон: Одељење за специјалне жртве је обновљен за четрнаесту сезону 9. маја 2012. Пре обнављања четрнаесте сезоне, чланови глумачке екипе Ајс Ти (детектив Фин Тутуола) и Мариска Харгитеј (детективка Оливија Бенсон) су већ били обновили своје уговоре до четрнаесте сезоне. Ајс Ти је објавио на Твитеру да је снимање четрнаесте сезоне почело у понедељак 23. јула 2012. године.
У мају 2012. године, директор серије и извршни продуцент Ворен Лајт рекао је да ће се прича за четрнаесту сезону наставити тамо где је завршница тринаесте сезоне стала: „У ствари, било је неколико призора које смо снимили, а који нису ушли у материјал који би могао да пређе у следећи... Добро је знати ко је то урадио и зашто и ко вуче конце." Дана 30. јула 2012. године Леат је потврдио да ће почетак сезоне бити дводелни и рекао је за Данас након што је причао о гостујућим глумцима из епизоде „Ноћи родијума (1. део)”: „Можда би желели да урадимо више тога ове сезоне”, рекао је он. Питање је, истакао је он, „како разликујете 294. епизоду 'ОСЖ'-а од осталих? Желео сам да дам људима разлог да се врате у 14. сезону. Серија заслужује добру висећу судбину, а волео сам да читам одговоре након завршетка последње епизоде претходне сезоне 'Јесу ли то управо урадили?'" Лајт је наставио: "Људи нас имају у кутији," рекао је, "и желим да виде да је серија мало пустоловнија него што би могла да буде." У септембру, Лајт је у изјави за ТВ водич рекао да ће се тема ове сезоне вртети око тога да „сви имају тајне“.
Дана 17. септембра 2012. године и Мариска Харгитеј и Дени Пино су објавили на Твитеру да је почело снимање 300. епизоде ОСЖ-а. Мариска је твитовала „Не могу да верујем да смо данас почели да снимамо своју 300 епизоду! #сву“, а Пино је твитовао са: „Честитамо на 300-тој ОСЖ-а. Поносни што доприносе толиком броју. #квалитет&квантитет“.
Продукцију 14. сезоне серије Ред и закон: ОСЖ (заједно са другим ТВ серијама из Њујорка) зауставио је НБЦ почевши од 29. октобра 2012. након урагана Сенди. Директор серије и извршни продуцент Ворен Лајт је 30. октобра твитовао: „Изгледа да су глумци и екипа ОСЖ-а безбедни. Наши призори и многи од нас у мраку. Наше мисли и молитве за све који пате на Сендином трагу“. Ајс Ти је 1. новембра 2012. твитовао „Ажурирање Сенди: производња ОСЖ-а је прекинута целе недеље. Нема струје на снимању“. Родни студио серије Ред и закон: ОСЖ студио "Челси пирс" имао је оштећење воде и губитак електричне енергије. Према белешци на интернет-страници комплекса, „Град ове недеље није издао ниједну дозволу за место тако да ћемо вероватно најраније моћи да снимамо овог викенда“, рекао је Ворен Лајт за NECN. „У могућности смо да извршимо извиђање места сутра (2. новембра 2012.) и имамо састанке са продукцијом телефоном, а људи мобилнима зову из својих кола. Главно питање ће бити враћање струје.“ Канцеларија градоначелника Мајкла Блумберга саопштила је да неће издати дозволе за снимање на отвореном у пет градских општина најмање до петка, наводећи забринутост за безбедност и текуће чишћење.
Ајс Ти је 2. новембра 2012. твитовао: „Управо сам стигао до снимање ОСЖ-а у Ривердејлу у Њујорку. Моја приколица има струју, ТВ и грејање. Морам да однесем овај МФ кући!“ Лајт је објавио твит у коме је цитирао песму „Invictus“ раније током дана, „Главци #СВУ и екипа су некако наставили са снимањем јутрос. Замућени смо, али непоколебљиви. На продукцијском блогу на званичној страници примећују да је олуја погодила док су се снимале епизоде „Научене лекције“ и „Одложени снови“. Неколико недеља нису могли да се врате у студио ни на снимање због поплава.
Дана 6. децембра 2012. НБЦ је наручио додатне две епизоде за ову сезону, чиме је укупан број био 24. Завршница сезоне је емитованое22. маја 2013.

## Улоге

### Главне
- Мариска Харгитеј као Оливија Бенсон
- Дени Пино као Ник Амаро
- Кели Гидиш као Аманда Ролинс
- Ричард Белзер као Џон Манч
- Ајс Ти као Фин Тутуола
- Ден Флорек као Дон Крејген

### Епизодне
- Б. Д. Вонг као др. Џорџ Хуанг (Епизода 19)
- Тамара Тјуни као др. Мелинда Ворнер (Епизоде 1, 7, 10, 23-24)
- Раул Еспарза као ПОТ Рафаел Барба (Епизоде 3, 6, 8, 11-12, 16-18, 20-21, 24)

## Епизоде
| Бр. у серији | Бр. у сезони | Наслов                     | Редитељ         | Сценариста                                                                             | Премијерно емитовање | Прод. код | Гледаоци у САД-у (милиони) |
| --- | ------------ | -------------------------- | --------------- | -------------------------------------------------------------------------------------- | -------------------- | --------- | -------------------------- |
| 296 | 1            | "Изугбљени углед (2. део)" | Мајкл Словис    | Ворен Лајт и Џули Мартин                                                               | 26. септембар 2012.  | 1401      | 7.19                       |
| Одељење за специјалне жртве је потресено од последица након што се капетан Крејген пробудио са мртвом девојком из пословне пратње - могућом сведокињом у случају ОСЖ-а - у свом кревету. Напетости у полицијској станици су високе док се детективи боре са истрагом шефице бироа ПОТ-а Поле Фостер о Крејгену као и са доласком новог тешког капетана Стивена Хариса. Брајан Кесиди гази све ужу линију на тајном задатку у организацији за пословну пратњу Барта Ганзела док се детектив Амаро бори са случајем и својим браком.                             |              |                            |                 |                                                                                        |                      |           |                            |
| 297 | 2            | "Ван сваке сумње (3. део)" | Мајкл Словис    | Џули Мартин и Ворен Лајт                                                               | 26. септембар 2012.  | 1402      | 7.19                       |
| Случај убиства против Крејгена се наставља док се Амаро упушта сам да пронађе одговоре – док покушава да се избори са својом женом која се одваја од њега у том поступпку – и дође до истине. У међувремену, трагична несрећа се догодила једном од детектива због чега је детективка Бенсон свој бес искалила на капетану Харису и БУК-у. ШБ ПОТ-а Фостер наставља своје истраге, а док она затвара случај, Бенсонова и екипа ОСЖ-а откривају сопствену тајну.                                                                                                |              |                            |                 |                                                                                        |                      |           |                            |
| 298 | 3            | "Двадесетпет чинова"       | Џин де Сегонзек | Синопсис: Џон П. Рох Сценарио: Ворен Лајт и Џули Мартин                                | 10. октобар 2012.    | 1403      | 6.24                       |
| Док је Крејген још увек удаљен са дужности, млада ауторка изузетно успешног садо-мазо љубавног романа Џоселин Пејли одлази кући са познатим водитељем телевизијске емисије Адамом Кејном који јој се намеће. Капетан Харис упарује детективе Бенсонову и Ролинсову да убеде жртву да поднесе оптужницу уз помоћ новог помоћника окружног тужиоца Рафаела Барбе. Док екипа ОСЖ-а копа по њеној позадини да би открила могуће замке у суђењу, а Барба жури да настави са суђењем, Амаро открива тајну која прети да уништи каријеру младе жене као и њен случај. |              |                            |                 |                                                                                        |                      |           |                            |
| 299 | 4            | "Прихватљиви губитак"      | Алекс Чепл      | Ед Зукермен                                                                            | 17. октобар 2012.    | 1404      | 6.25                       |
| Пошто се Крејген вратио у полицију, Одељење за специјалне жртве је у пуној снази и ради на разоткривању операције сексуалне трговине која поробљава младе жене. Детективи су на тајном задатку и на ивици су били да разоткрију случај када је њихове напоре зауставила поручница Александра Имс која тврди да је реч о дуготрајном случају тероризма. Бенсонова постаје маштовита у њиховој истрази док покушава да се не меша у Имсин случај. |              |                            |                 |                                                                                        |                      |           |                            |
| 300 | 5            | "Бдење на Менхетну"        | Џин де Сегонзек | Питер Блонер                                                                           | 24. октобар 2012.    | 1405      | 6.77                       |
| У значајној 300. епизоди серије, Вајат Морис, дечак из Горњег Морнингсајд, отет је док се бринуо о свом оцу Дејвиду, а истрага подсећа Крејгена, Бенсонову и наредника Манча на нерешену отмицу која се догодила у истом насељу пре тринаест година. Док се цела екипа трка са временом да пронађе несталог дечака, Бенсонова се заклиње да ће учити из прошлих грешака како би исправила оба случаја. |              |                            |                 |                                                                                        |                      |           |                            |
| 301 | 6            | "Другарица Емили"          | Џим Мекеј       | Кевин Фокс                                                                             | 31. октобар 2012.    | 1406      | 6.05                       |
| Малолетна девојчица нестала је након што је пратила своју старију сестру на журку на факултету на Менхетну. Детективи су мобилисани да пронађу несталу девојку, али их је осујетио високотехнолошки отмичар који користи интернет да прикрије трагове. Пошто је случај запао у ћорсокак, Барба се враћа са мало вероватном помоћи. У међувремену, Ролинсину пажњу омета изненадна појава њене веома узнемирене сестре Ким која јој прави проблеме. |              |                            |                 |                                                                                        |                      |           |                            |
| 302 | 7            | "Таштина логорске ватре"   | Мајкл Словис    | Синопсис: Гвендолин Паркер Сценарио: Гвендолин Паркер и Ворен Лајт                     | 14. новембар 2012.   | 1407      | 5.78                       |
| Отмица бебе Тесе Леди са градског игралишта брзо се претворила у спор око старатељства пошто се отмичарка куне да је детету рођена мајка. Ледијеви тврде да им је ћерку родила сурогат мајка коју никада нису упознали, али су касније сазнали да девојчица уопште није њихова ћерка. Нобилова такође тврди да је отац моћни правни стручњак Кент Вебстер који је ожењен женом оболелом од рака што шаље екипуу на истрагу која заувек мења животе две породице које ништа не сумњају.                                                                         |              |                            |                 |                                                                                        |                      |           |                            |
| 303 | 8            | "Научена предавања"        | Алекс Чепл      | Синопсис: Ед Зукерман и Џон П. Рох Сценарио: Џули Мартин и Ед Зукерман                 | 21. новембар 2012.   | 1408      | 5.20                       |
| Необичан професоров сусрет са Амаром шаље ОСЖ на истрагу о извештајима о сексуалном злостављању у престижној приватној школи. Затворени школским одбором, Бенсонова и Барба ангажују бивше ученике и професора Волтера Томпкинса, професора у пензији, да помогну у откривању масовног заташкавања како се све више жртава појављује. Док детективи успевају да се дочепају кључних доказа повезаних са једном од жртава, школа поставља блокаду на суду док се други бивши ученик није јавио.                                                                 |              |                            |                 |                                                                                        |                      |           |                            |
| 304 | 9            | "Одложени снови"           | Мајкл Смит      | Џули Мартин и Ворен Лајт                                                               | 5. децембар 2012.    | 1409      | 6.16                       |
| Када је један човек кренуо у убиствени поход Њујорком, агент ФБИ-а Кантвел позива екипу ОСЖ-а да добије податке од последњег познатог контакта човека, проститутке по имену Џини Кернс која је била умешана у један од Бенсониних старих случајева. Док детективи раде с њом на проналажењу убице, они бивају увучени у њен свет и морају да се боре да јој спасу живот. |              |                            |                 |                                                                                        |                      |           |                            |
| 305 | 10           | "Претпоставка о кривици"   | Куртни Хант     | Кевин Фокс                                                                             | 2. јануар 2013.      | 1410      | 7.73                       |
| Прославе празника ОСЖ-а су прекинуте када је бивши зет детектива Тутуоле ухапшен због напада на свештеника. Уверен у његову невиност упркос његовом досијеу, Фин тражи од детектива да пронађу доказе који га ослобађају кривице, а у току тога почиње да се расплиће закопааи црквена брука. |              |                            |                 |                                                                                        |                      |           |                            |
| 306 | 11           | "Лепа намештаљка"          | Џин де Сегонзек | Питер Блонер                                                                           | 6. јануар 2013.      | 1411      | 8.42                       |
| Када је жртва силовања у случају ОСЖ-а била ухапшена због убиства бившег дечка, окружни тужилац Сафолк Пам Џејмс покреће случај и брзо подиже оптужницу против младе жене. Бенсонова доводи у питање околности хапшења и прикупља довољно доказа да Барба подигне оптужницу на Менхетну против другог осумњиченог. Двојица амбициозних тужилаца се сукобљавају у одвојеним суђењима за исто убиство, надајући се да ће добити осуђујућу пресуду пре него што други избаци њихов случај.                                                                        |              |                            |                 |                                                                                        |                      |           |                            |
| 307 | 12           | "Злочиначка мржња"         | Адам Бернштајн  | Ед Зукерман                                                                            | 30. јануар 2013.     | 1412      | 6.42                       |
| Када су детективи ОСЖ-а ухапсили човека који је циљао и свирепо нападао друге мушкарце, посебно оне који су педери, Барба покреће тежак случај убиства против непредвидиве заступнице. |              |                            |                 |                                                                                        |                      |           |                            |
| 308 | 13           | "Наслеђе чудовишта"        | Џин де Сегонзек | Џули Мартин и Ворен Лајт                                                               | 6. фебруар 2013.     | 1413      | 5.23                       |
| Када је открио да су вишеструки осуђени злочинци могли бити жртве сексуалног напада, Бенсонова тражи од Бајарда Елиса да поново отвори случај убице Реџија Роудса осуђеног на смрт, а тајне о његовом детињству, као и суђењу за убиство се откривају. |              |                            |                 |                                                                                        |                      |           |                            |
| 309 | 14           | "Ископане тајне"           | Џин де Сегонзек | Синопсис: Џон П. Рох Сценарио: Ворен Лајт и Џули Мартин                                | 13. фебруар 2013.    | 1414      | 6.35                       |
| Када је Манч поново покренуо хладан случај из 1980-их, детективи лете у Мајами да ухапсе осумњиченог. Када им је агенткиња ФБИ-ја Дејна Луис рекла да би случај Менхетна могао бити повезан са неколико нерешених случајева широм земље, она се враћа у Њујорк како би сарађивала са ОСЖ-ом и добила признање. Када су Бенсонова и Амаро почели да сумњају у ваљаност признања, потресна тајна прети животу агенткиње Луис. |              |                            |                 |                                                                                        |                      |           |                            |
| 310 | 15           | "Смртоносни амбиција"      | Џим Мекеј       | Синопис: Ворен Лајт и Џули Мартин Сценарио: Питер Блонер и Кевин Фокс                  | 20. фебруар 2013.    | 1415      | 5.61                       |
| Ролинсова је дошла кући и пронашла своју сестру у Њујорку пошто ју је дечко претукао, а још је и трудна. Када је дечко неочекивано дошао у стан, Ролинсова је морала да предузме драстичне мере што је отворило истрагу под вођством поручника БУК-а Еда Такера која је убрзо довела њен посао под знак питања. |              |                            |                 |                                                                                        |                      |           |                            |
| 311 | 16           | "Чудан Дан заљубљених"     | Џин де Сегонзек | Гвендолин Паркер                                                                       | 27. фебруар 2013.    | 1416      | 5.44                       |
| Када је обећавајућу певачицу Мишу Грин напао дечко хип-хоп звезда, детективи и Барба раде на стварању случаја. Упркос Бенсониним напорима, Гринова одбија да помогне тужилаштву и наставља да се доводи у опасност. Док случај прелази у медијску помаму, Миша и њени блиски плаћају највећу цену. |              |                            |                 |                                                                                        |                      |           |                            |
| 312 | 17           | "Плавац на тајном задатку" | Мајкл Смит      | Ед Зукерман и Арон Трејси                                                              | 20. март 2013.       | 1417      | 5.51                       |
| Како би почело суђење макроу Барту Ганзелу, детектив Кесиди је оптужен да је силовао жену док је био на тајном задатку. ПОТ Дерек Страус преузима случај и снажно се залаже за брзу победу. Кесидијев заступник користи необичну тактику да докаже невиност, што доводи до промена у Амаровом животу. |              |                            |                 |                                                                                        |                      |           |                            |
| 313 | 18           | "Право силовање"           | Џонатан Херон   | Кевин Фокс и Питер Блонер                                                              | 27. март 2013.       | 1418      | 6.61                       |
| Спортска коментаторка тражи од Бенсонове помоћ јер жели да оптужи сниматеља за силовање, али пристаје да поднесе тужбу тек након што је открила да је мушкарац уходи. Али пре него што је суђење почело, она је открила да је трудна и Барба мора да се бори са контроверзном тактиком одбране због тога. |              |                            |                 |                                                                                        |                      |           |                            |
| 314 | 19           | "Рођени психопата"         | Алекс Чепл      | Џули Мартин и Ворен Лајт                                                               | 3. април 2013.       | 1419      | 6.34                       |
| Када су детективи позвани да истраже сумњиве повреде младе девојке, пажљивији поглед на њену породицу открива мајку која се бори да контролише свог насилног 10-годишњег сина. Уз помоћ др. Хуанга, екипа ОСЖ-а покушава да одреди одговарајуће лечење за дечака, али стање постаје све опасније и за породицу и за детективе. |              |                            |                 |                                                                                        |                      |           |                            |
| 315 | 20           | "Обешчашћена девојка"      | Холи Дејл       | Синопсис: Роберт Бркус Кохен Сценарио: Ворен Лајт и Џули Мартин                        | 24. април 2013.      | 1420      | 7.35                       |
| Док ОСЖ истражује наводе о силовању у вези са заветом сестринства у студентском дому, њихове покушаје да споје злочин ометају браћа из братства и обезбеђење дома. Дубљи поглед открива више жртава напада и факултетских администратора који су били спремни да окрену главу. Када се догодила још једна трагедија, Ролинсова и Барба одлучују да стану у крај широко распрострањеној универзитетској култури заштите својих. |              |                            |                 |                                                                                        |                      |           |                            |
| 316 | 21           | "Повредна рана"            | Алекс Закрзуски | Гвендолин Паркер и Џон П. Рох                                                          | 1. мај 2013.         | 1421      | 5.72                       |
| Девојка у пубертету је свирепо нападнута када се концерт претворио у мафијашки обрачун. Када је добио помешане извештаје о догађају, Амаро се усредсредио на чувара Френка Патерсона који је ратни ветеран који наизглед пати од ПППС-а. Када је случај доспео на суд, Френк се изненада сетио кључног сведочења које је помогло Барби да осуди починиоце. |              |                            |                 |                                                                                        |                      |           |                            |
| 317 | 22           | "Отровна побуда"           | Артур В. Форни  | Синопсис: Џули Мартин и Ед Зукерман Сценарио: Ворен Лајт                               | 8. мај 2013.         | 1422      | 6.91                       |
| Пошто су се два изненадна снајперска напада на полицију Њујорка десили, ОСЖ тражи одговоре, Тутуола препознаје везу између пуцњаве и својих прошлих случајева док је био детектива Одељења за наркотике. Након поновног повезивања са својим бившим ортаком у потрази за побудом, дешава се још насиља, што је довело до помоћи од поручнице Имс како би се пронашао убица. |              |                            |                 |                                                                                        |                      |           |                            |
| 318 | 23           | "Кратка станка"            | Кевин Бреј      | Синопсис: Питер Блонер и Кевин Фокс Сценарио: Питер Блонер, Кевин Фокс и Педро Гарсија | 15. мај 2013.        | 1423      | 6.48                       |
| Бенсонова и Амаро су позвани када је жена у несвести са повредама пронађена у близини градоначелниковог дома. Како је жена у коми, детективи морају да укомпонују њен идентитет и претходно место боравка и открију дивљу страну ове наизглед нормалне супруге и мајке два дечака. |              |                            |                 |                                                                                        |                      |           |                            |
| 319 | 24           | "Њени преговори (1. део)"  | Ноберто Барба   | Џули Мартин и Ворен Лајт                                                               | 22. мај 2013.        | 1424      | 6.66                       |
| Када је извршено наизглед рутинско хапшење егзибиционисте у Централном парку, Ролинсова има лош предосећај о осумњиченом и позива целу екипу да помогне. Без начина да одмах открију ко је човек, он надиграва детективе на сваком кораку и постаје тражен због гнусног злочина. Потресна теорија излази на видело и Барба не може да добије своју осуду што доводи Бенсонову у опасност. |              |                            |                 |                                                                                        |                      |           |                            |